# Chiesa di Santa Maria del Presepe
La chiesa di Santa Maria del Presepe nota anche come chiesa di Santa Monica, è un edificio religioso di Nocera Inferiore. Fa parte della forania di Nocera Inferiore, nella Diocesi di Nocera Inferiore-Sarno.
L'edificio sorge nel cuore di Nocera Inferiore, a ridosso dello storico casale di Capo Fioccano, a pochi passi da corso Vittorio Emanuele e piazza Armando Diaz.

## Storia

### Convento agostiniano

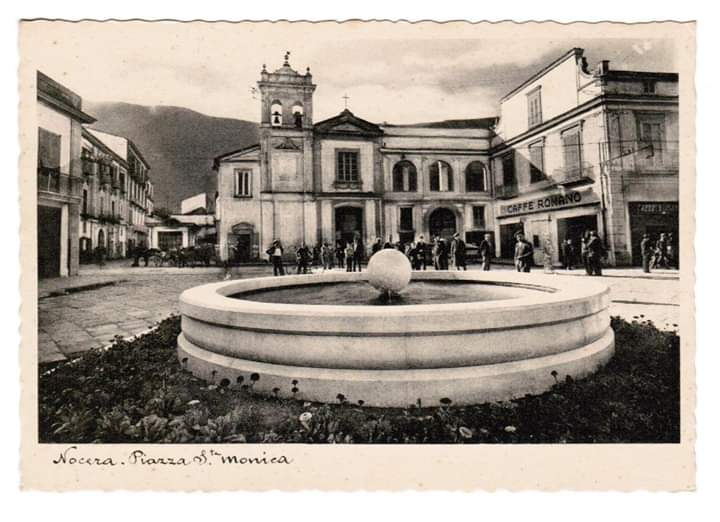
Il complesso agostiniano ad inizio novecento

Alla metà del XVI secolo, nella città di Nocera dei Pagani presero potere i napoletani duchi Carafa, nella piazza del villaggio di Fioccano, l'attuale piazza Amendola, fecero erigere una chiesa, accanto ai ruderi della struttura medievale di San Pietro (X secolo), insieme ad un modesto convento, che fu terminato dal duca Alfonso Carafa col nome di Sancta Maria ad Præsepe. Nel 1577 fu affidato all'ordine degli agostiniani.
Il monastero presentava un portone che non permetteva l'ingresso delle carrozze. Procedendo attraverso di esso, il piano terreno era costituito da due lunghe stanze, un porticato e una scala che portava al piano superiore. Quest'ultimo aveva un lungo corridoio dove si affacciavano sette piccole stanze utilizzate per accogliere religiosi e gendarmi reali. Completava la struttura, un cortile con pozzo, un piccolo giardino e un quartino che sorgeva nella piazza, che ospitava diverse botteghe, un refettorio ed una cucina. 
La chiesa era costituita da un altare maggiore, dai quattro altari laterali e dalla cappella della Confraternita di Santa Monica (altro nome con cui è conosciuta oggi la chiesa). 
La prima la cappella era quella di Santa Maria del Soccorso. Era seguita da quella intitolata a San Nicola da Tolentino (al tempo riconosciuto come patrono di Nocera de' Pagani). Seguendo a destra, vi era la cappella dedicata a San Pietro apostolo e poi la cappella di Santa Maria di Costantinopoli, dov'era era possibile accedere ad una cripta sottostante. Alle spalle dell'altare maggiore c'era la sagrestia: un ampio locale, in cui erano ospitati un confessionale e le statue di San Nicola di Tolentino, San Vito ed un quadro di San Nicola.
Nel 1809, il convento fu chiuso. Nel 1839, la struttura fu riaperta e la chiesa divenne autonoma dalla pertinenza della Chiesa madre di San Matteo, di cui era tributaria.
Nello stesso anno, fu affidata alla parrocchia la cura del Santuario di Montalbino, onere che mantenne fino al 1850.

### Ricostruzione
Nel 1967, l'intero complesso, totalmente logoro, fu abbattuto. Resistette solo l'area della chiesa che, rimaneggiata e modernizzata, domina ancora oggi piazza Amendola e piazzale D'Amora. Nell'attuale struttura, di rilievo sono i tre mosaici dorati, tra i quali spicca quello imponente raffigurante la natività posto alle spalle dell'altare.

## Descrizione

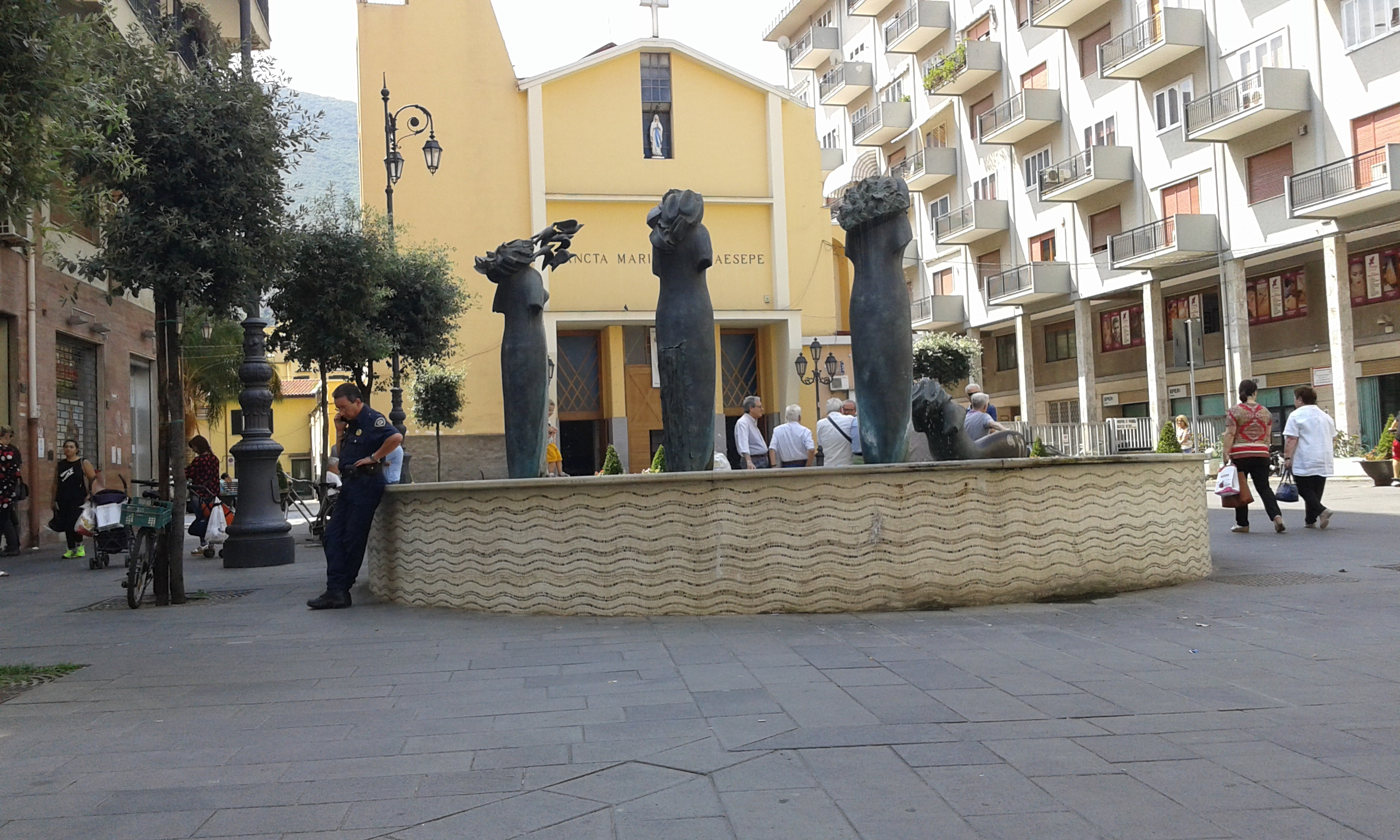
La chiesa vista da Piazza Amendola

La chiesa moderna presenta un interno a tre navate. Presenta due congreghe, sulla base di quelle dell'antecedente convento.
È munita di rettoria e sagrestia nonché di un campanile a tre piani. Ereditate dalla struttura demolita, vi sono conservate le statue, del Sacro Cuore di Gesù, la Madonna della cintura, sant'Anna, san Giuseppe, san Nicola da Tolentino, san Luigi Gonzaga, sant'Agostino e santa Monica. Inoltre un busto dell'Ecce Homo e una piccola statua in cartapesta di santa Apollonia. Le statue sono antiche ma di autore ignoto.